# Nhà thờ Thánh Đa Minh, Ma Cao
Nhà thờ Thánh Đa Minh (tiếng Trung: 板樟堂; tiếng Bồ Đào Nha: Igreja de São Domingos) là một nhà thờ mang kiến trúc Baroque cuối thế kỷ 16 nằm trong Giáo xứ Sé của Giáo phận Ma Cao. Nó nằm ở phần bán đảo của thành phố tại Largo de São Domingos, gần với Tòa nhà Leal Senado.
Nó được hoàn thành vào năm 1587 và được giám sát bởi ba linh mục dòng Đa Minh người Tây Ban Nha. Do cải tạo và xây dựng lại, cấu trúc hiện tại có niên đại từ đầu thế kỷ 17.  Đây là một trong 29 địa điểm hình thành Khu lịch sử Ma Cao được UNESCO công nhận là Di sản thế giới từ năm 2005.

## Lịch sử
Nhà thờ được thành lập vào năm 1587 bởi ba linh mục dòng Đa Minh người Tây Ban Nha đến từ Acapulco, Mexico. Đó là hiện trường của một vụ bạo lực vào năm 1644, khi một sĩ quan Tây Ban Nha - trung thành với vua Tây Ban Nha và phản đối quyết tâm trung thành với Bồ Đào Nha của thuộc địa sau khi Liên minh Iberia tan rã, đã đến nhà thờ để tìm nơi ẩn náu trước một đám đông giận dữ. Ông đã nhanh chóng giết chết dưới chân bệ thờ trong khi thánh lễ được cử hành. Vào năm 1707, người Đa Minh ủng hộ lập trường của Giáo hoàng liên quan đến tranh cãi lễ nghi Trung Quốc. Điều này trái ngược và bất chấp quan điểm của giám mục Ma Cao, người mà sau đó bị rút giấy phép thông công. Khi binh lính được cử đến nhà thờ để duy trì phán quyết này, các tu sĩ đã phản ứng bằng cách đóng cửa nhà thờ trong ba ngày và ném đá để đẩy lui.
Nhà thờ cũng là nơi xuất bản tờ báo tiếng Bồ Đào Nha đầu tiên ở Trung Quốc vào ngày 12 tháng 9 năm 1822 có tên là A Abelha da China (Con ong Trung Hoa). Nhà thờ đóng cửa vào năm 1834 khi dòng tu buộc phải đóng cửa và tịch thu cho Chính phủ. Nó sau đó đã chuyển đổi nó thành doanh trại, chuồng ngựa và văn phòng cho các công trình công cộng. Tuy nhiên, sau đó nó đã mở cửa trở lại và tiếp nhận nhiều tác phẩm nghệ thuật linh thiêng từ các dòng tu khác bị giải thể trở lại Bồ Đào Nha. Nhà thờ đã được tu bổ vào năm 1997 và một viện bảo tàng đã được thêm vào bên cạnh nhà thờ.